# Бесник
Бесник је насеље у општини Рожаје у Црној Гори. Према попису из 2003. било је 388 становника (према попису из 1991. било је 408 становника).

## Демографија
У насељу Бесник живи 257 пунолетних становника, а просечна старост становништва износи 29,8 година (29,5 код мушкараца и 30,0 код жена). У насељу има 74 домаћинства, а просечан број чланова по домаћинству је 5,24.
Ово насеље је великим делом насељено Бошњацима (према попису из 2003. године).
|  |

| Демографија | Демографија | Демографија |
| Година      | Становника  | Становника  |
| ----------- | ----------- | ----------- |
|             |             |             |
|             |             |             |
|             |             |             |
|             |             |             |
| 1948.       | 244         |             |
| 1953.       | 301         |             |
| 1961.       | 312         |             |
| 1971.       | 271         |             |
| 1981.       | 338         |             |
| 1991.       | 408         | 404         |
| 2003.       | 444         | 388         |
|             |             |             |

| Етнички састав према попису из 2003.‍ | Етнички састав према попису из 2003.‍ | Етнички састав према попису из 2003.‍ | Етнички састав према попису из 2003.‍ | Етнички састав према попису из 2003.‍ |
| ------------------------------------ | ------------------------------------ | ------------------------------------ | ------------------------------------ | ------------------------------------ |
|                                      |                                      |                                      |                                      |                                      |
| Бошњаци                              | Бошњаци                              |                                      | 385                                  | 99,22%                               |
| Муслимани                            | Муслимани                            |                                      | 1                                    | 0,25%                                |
| непознато                            | непознато                            |                                      | 2                                    | 0,51%                                |

| Година пописа     | 1948. | 1953. | 1961. | 1971. | 1981. | 1991. | 2003. |
| ----------------- | ----- | ----- | ----- | ----- | ----- | ----- | ----- |
| Број домаћинстава | 40    | 56    | 47    | 41    | 50    | 67    | 79    |

| Број чланова      | 1  | 2 | 3 | 4 | 5 | 6  | 7  | 8 | 9  | 10 и више | Просек |
| ----------------- | -- | - | - | - | - | -- | -- | - | -- | --------- | ------ |
| Број домаћинстава | 74 | 2 | 9 | 6 | 7 | 20 | 11 | 4 | 11 | 3         | 1      |

| Пол    | Укупно | Неожењен/Неудата | Ожењен/Удата | Удовац/Удовица | Разведен/Разведена | Непознато |
| ------ | ------ | ---------------- | ------------ | -------------- | ------------------ | --------- |
| Мушки  | 134    | 60               | 70           | 4              | 0                  | 0         |
| Женски | 148    | 67               | 68           | 9              | 1                  | 3         |
| УКУПНО | 282    | 127              | 138          | 13             | 1                  | 3         |

| Пол    | Укупно                    | Пољопривреда, лов и шумарство | Рибарство                            | Вађење руде и камена | Прерађивачка индустрија       |
| ------ | ------------------------- | ----------------------------- | ------------------------------------ | -------------------- | ----------------------------- |
| Мушки  | 17                        | 3                             | 0                                    | 0                    | 5                             |
| Женски | 0                         | 0                             | 0                                    | 0                    | 0                             |
| УКУПНО | 17                        | 3                             | 0                                    | 0                    | 5                             |
| Пол    | Производња и снабдевање   | Грађевинарство                | Трговина                             | Хотели и ресторани   | Саобраћај, складиштење и везе |
| Мушки  | 0                         | 2                             | 1                                    | 0                    | 4                             |
| Женски | 0                         | 0                             | 0                                    | 0                    | 0                             |
| УКУПНО | 0                         | 2                             | 1                                    | 0                    | 4                             |
| Пол    | Финансијско посредовање   | Некретнине                    | Државна управа и одбрана             | Образовање           | Здравствени и социјални рад   |
| Мушки  | 0                         | 0                             | 1                                    | 1                    | 0                             |
| Женски | 0                         | 0                             | 0                                    | 0                    | 0                             |
| УКУПНО | 0                         | 0                             | 1                                    | 1                    | 0                             |
| Пол    | Остале услужне активности | Приватна домаћинства          | Екстериторијалне организације и тела | Непознато            | Непознато                     |
| Мушки  | 0                         | 0                             | 0                                    | 0                    | 0                             |
| Женски | 0                         | 0                             | 0                                    | 0                    | 0                             |
| УКУПНО | 0                         | 0                             | 0                                    | 0                    | 0                             |